# Juan Marín del Campo
Juan Alfonso Marín del Campo y Peñalver (Mora de Toledo, 3 de agosto de 1865—Madrid, 4 de octubre de 1945) fue un jurista, escritor y periodista español, conocido por su seudónimo de «Chafarote».

## Biografía
Nació en 1865 en Mora de Toledo, hijo del hacendado Manuel Marín del Campo, que había conspirado a favor del pretendiente Carlos de Borbón y Austria-Este durante el Sexenio Revolucionario y tratado a los principales literatos españoles de su época. Estudió Humanidades en el Colegio de San José de Valencia, perteneciente a la Compañía de Jesús, y Leyes y Filosofía y Letras en el Colegio de La Guardia (Galicia), también de los jesuitas. Se licenció de ambas facultades en la Universidad de Salamanca y se doctoró en la Central.
Contrajo matrimonio con Josefa Vizcayno Pinillos, con quien tuvo cinco hijos:  Concepción, Juan, Alfonso y dos niñas que murieron de muy corte edad. Los otros tres hijos también le premurieron.
Dedicado al periodismo en la prensa católica, llevó a cabo campañas político-religiosas a finales del siglo XIX y principios del XX. En 1886 comenzó a escribir para el bisemanario integrista salmantino La Tradición junto a Manuel Sánchez Asensio y Enrique Gil Robles. Después colaboró con El Movimiento Católico (1888-1897) y —a partir de 1904— con El Castellano, periódico en el que empleó por primera vez su seudónimo de «Chafarote». En 1905 presentó varias memorias en la Asamblea Nacional de la Buena Prensa de Sevilla.
Además de su labor periodística, ejerció durante muchos años de juez municipal de Mora y fiscal del partido judicial de Orgaz. De acuerdo con Mirabal, como juez procuró «extirpar la blasfemia, extirpar otra pública inmoralidad ya intervenida en aquella villa, y extirpar el juego».
Escribió asimismo libros, folletos y escritos de varia índole: jurídicos, doctrinales, litúrgicos, hagiográficos, apologéticos, sociales, catequísticos, eucarísticos, marianos, literarios y poéticos. Participó en las Justas literarias celebradas en 1905 por el Ateneo de Zaragoza para conmemorar el tercer centenario del Quijote, con una disertación que fue premiada por la Real Maestranza de Caballería de Zaragoza.
En 1907 ocupó un puesto de importancia en la redacción del diario madrileño El Siglo Futuro, órgano oficial del partido integrista, en el que continuó firmando como «Chafarote». En este periódico se publicaron casi a diario sus «Hojas de calendario» y se convirtió en una de las firmas más destacadas, junto a «Fabio» y «Mirabal». Escribió numerosos artículos contra El Debate, que fueron recogidos en una colección titulada «De cuerpo entero».
De acuerdo con una carta que escribió a José Mancisidor, durante la Guerra Civil Española Marín del Campo estuvo preso en su pueblo natal y llegó a ser condenado cuatro veces a muerte. Tras la contienda pasó penurias económicas y escribió para el diario El Alcázar, en el que continuó hasta 1944 sus «Hojas de calendario» y con el que colaboró hasta su muerte. En distintas épocas colaboró también en periódicos como La Lectura Popular, El Correo Español, El Universo, La Avalancha y La Estrella del Mar.

## Obras
- El racionalismo en el Derecho, exposición y refutación de los principios fundamentales de la Moral y el Derecho según Kant. Tesis doctoral (Madrid, 1888)
- El Santísimo Rosario. Opúsculo (Barcelona, 1896).
- Catecismo Eucarístico (Lugo, 1897).
- El Santo Escapulario. Opúsculo (Madrid, 1902).
- Hojas de Catecismo (Barcelona, en varios años).
- Tota Pulchra, (paráfrasis bíblica). Versos (Valencia, 1904)
- Los Boletines Eclesiásticos. Memoria (Sevilla, 1905).
- Perfeccionamiento de la Prensa Católica. Memoria (Sevilla, 1905).
- León XIII y la Prensa. Memoria (Sevilla, 1905).
- Consagración de la Prensa Católica a la Santísima Virgen. Memoria (Sevilla, 1905).
- El Quijote. Fundamento religioso-psicológico de su grandeza y popularidad. Disertación (Madrid, 1905).
- A las puertas de la gloria. Cuento popular premiado por el Ateneo de Sevilla en el Certamen de 1906.
- La propaganda católica en los pueblos rurales (Toledo, 1907).
- Lo que puede un cura párroco. Artículos (Toledo, 1908).
- Nuevas cartas (en verso) del Caballero de la Tenaza (Mora de Toledo, 1909).
- Demanda de vino (versos de encargo y paréntesis electoral) (Mora de Toledo, 1909).
- Magníficat. Versos (Teruel, 1912).
- Don Bosco y sus empresas gigante. Discurso (Madrid, 1917)
- Historia de la Basílica Salesiana de Turín. Folleto (1919)
- El autor del oficio litúrgico de María Santísima Auxilium Christianorum
- Las misas de Don Bosco